# HMS Rye (J76)
«Рай» (англ. HMS Rye (J76) — військовий корабель, тральщик типу «Бангор» Королівського військово-морського флоту Великої Британії часів Другої світової війни.

## Історія створення
Тральщик «Рай» закладений 27 листопада 1939 року на верфі Ailsa Shipbuilding Company у Труні. 18 серпня 1940 року він був спущений на воду, а 20 листопада 1941 року увійшов до складу Королівських ВМС Великої Британії.

## Історія служби
Корабель брав участь у бойових діях на морі в Другій світовій війні, бився на Середземному морі, супроводжував мальтійські конвої.
Базуючись на Мальті, у 1941—1943 роках тральщик здійснив багато бойових походів у Середземне море.
У червні 1942 року тральщик «Рай» брав участь в операції «Гарпун» — спробі Королівського військово-морського флоту Великої Британії провести конвой на Мальту під час битви на Середземному морі. Під час цієї операції тральщик врятував 84 вцілілих з судна SS Chant, і в операції «Пьедестал», під час якої вона була одним із кораблів, які врятували від затоплення танкер SS Ohio.